# Медвежий Двор
Медвежий Двор — деревня в Коськовском сельском поселении Тихвинского района Ленинградской области.

## История
Усадище Медведово упоминается в переписи 1710 года в Спасском Шиженском погоста Нагорной половины Обонежской пятины.
Деревня Медведово обозначена на «Специальной карте западной части России» Ф. Ф. Шуберта 1844 года.

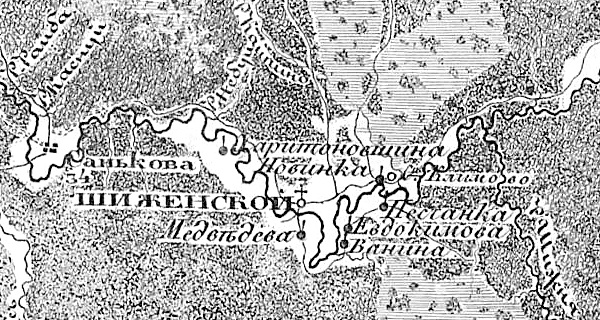
Деревня Медвежий Двор (Медведева) на карте 1847 года

На семитопографической карте Новгородской губернии 1847 года упоминается как деревня Медведева.

МЕДВЕДЕВО (ДВОР) — деревня Новинского общества, прихода Шиженского погоста. Река Шижна. 

Крестьянских дворов — 9. Строений — 18, в том числе жилых — 14. 

Число жителей по семейным спискам 1879 г.: 23 м. п., 29 ж. п.; по приходским сведениям 1879 г.: 26 м. п., 25 ж. п.

В конце XIX — начале XX века деревня административно относилась к Саньковской волости 1-го земского участка 2-го стана Тихвинского уезда Новгородской губернии.

МЕДВЕДЕВО (ДВОР) — деревня Новинского общества, дворов — 12, жилых домов — 12, число жителей: 35 м. п., 35 ж. п.

Занятия жителей — земледелие, лесные промыслы. Река Шижна. Смежна с погостом Шиженским. (1910 год)

По данным 1933 года деревня Медвежий Двор входила в состав Шиженского сельсовета.
По данным 1966, 1973 и 1990 годов деревня Медвежий Двор также входила в состав Шиженского сельсовета.
В 1997 году в деревне Медвежий Двор Шиженской волости проживали 8 человек, в 2002 году — 4 человека (все русские).
В 2007 году в деревне Медвежий Двор Коськовского СП проживали 4 человека, в 2010 году — 5.

## География
Деревня расположена в северо-западной части района на автодороге 41К-886 (Коськово — Исаково).
Расстояние до административного центра поселения — 14 км.
Расстояние до ближайшей железнодорожной станции Тихвин — 65 км.
Деревня находится на левом берегу реки Шижня.

## Демография
| 2007 | 2010 | 2017 |
| ---- | ---- | ---- |
| 4    | ↗5   | ↗8   |

### Национальный состав
Согласно данным Всероссийской переписи населения 2021 года в деревне проживали 2 человека, все русские.